# Can Mariano (Tavertet)
Can Mariano és una casa de Tavertet (Osona) inclosa a l'Inventari del Patrimoni Arquitectònic de Catalunya.

## Descripció
Edifici entre mitgeres que fa l'angle del carrer. Consta de planta baixa i un pis i té la teulada a doble vessant amb el carener paral·lel a la façana. A la planta baixa hi ha la porta i una finestra a la dreta i al pis superior hi ha dos finestres en el mateix eix que les obertures inferiors; tenen la llinda i els brancals de carreus de pedra i l'ampit, també de pedra, està motllurat. El parament és de pedra irregular.